# Звичайні диференціальні рівняння
Звичайні диференціальні рівняння — диференціальні рівняння вигляду
{\displaystyle F\left(x,y,y',y'',...,y^{(n)}\right)=0,}
де {\displaystyle y=y(x)} — невідома функція (можливо, вектор-функція; в такому випадку часто говорять про систему диференціальних рівнянь), що залежить від змінної {\displaystyle x}, штрих означає диференціювання по {\displaystyle x}. Число {\displaystyle n} називається порядком диференціального рівняння.
Розв'язування диференціального рівняння називають інтегруванням, а його розв'язок інтегралом диференціального рівняння. Якщо розв'язок диференціального рівняння можна задати у вигляді аналітичного рівняння
{\displaystyle G(x,y)=0},
то говорять, що диференціальне рівняння розв'язується в квадратурах.
Задача розв'язування звичайного диференціального рівняння є знаходження невідомої функції. Загалом ця задача має нескінченно багато розв'язків. Кількість розв'язків обмежується накладанням на невідому функцію додаткових початкових або граничних умов.

## Звичайні диференціальні рівняння першого порядку
Звича́йним диференціальним рівня́нням пе́ршого поря́дку називають рівняння вигляду 
{\displaystyle F(x,y,y')=0,}
де {\displaystyle x} — незалежна змінна, {\displaystyle y} — невідома функція від змінної {\displaystyle x}, {\displaystyle y'} — похідна функції{\displaystyle y(x)}, а {\textstyle F} — задана функція, яка визначена в деякій області {\textstyle \Omega } простору {\textstyle \mathbb {R} ^{3}}.
Розв'язком звичайного диференціального рівняння першого порядку називають функцію {\displaystyle y=\varphi (x)}, {\displaystyle x\in \langle a,b\rangle }, яка задовольняє такі умови:
1. {\displaystyle \varphi \in C^{1}(\langle a,b\rangle )} ({\textstyle \varphi } неперервно диференційована на {\displaystyle \langle a,b\rangle });
2. {\displaystyle (x,\varphi (x),\varphi '(x))\in \Omega ,\quad \forall x\in \langle a,b\rangle };
3. {\displaystyle F(x,\varphi (x),\varphi '(x))=0,\quad \forall x\in \langle a,b\rangle }.

Загальним розв'язком звичайного диференціального рівняння першого порядку називають функцію {\displaystyle y=\psi (x,C)} від незалежної змінної {\displaystyle x} та параметра {\textstyle C}, яка задовольняє умову:
- для будь-якого конкретного (допустимого) значення {\displaystyle C_{0}} параметра {\displaystyle C} функція {\displaystyle y=\psi (x,C_{0})} від змінної {\displaystyle x}, що пробігає допустимі значення з деякого числового проміжку (тобто, {\displaystyle x\in \langle c,d\rangle }), є розв'язком звичайного диференціального рівняння першого порядку.

Якщо загальний розв'язок звичайного диференціального рівняння першого порядку {\displaystyle y=\psi (x,C)} має таку властивість:
- який би не був розв'язок {\displaystyle y=\varphi (x)}, {\displaystyle x\in \langle a,b\rangle }, звичайного диференційного рівняння першого порядку знайдеться значення {\displaystyle C_{\varphi }} параметра {\displaystyle C} таке, що {\displaystyle \varphi (t)=\psi (x,C_{\varphi })}, {\displaystyle x\in \langle a,b\rangle },

то цей загальний розв'язок називають повним загальним розв'язком (у протилежному разі його ще називають неповним загальним розв'язком).
Інтегралом звичайного диференціального рівняння першого порядку називають співвідношення вигляду {\displaystyle \Phi (x,y)=0}, якщо будь-яка неявно задана ним неперервно диференційовна функція є розв'язком звичайного диференціального рівняння першого порядку.
Диференціальне рівняння записане у вигляді у загальному вигляді {\displaystyle F(x,y,y')=0,} ще називають  неявним диференціальним рівнянням першого порядку. Якщо ж у виразі, що задає рівняння явно виділено похідну {\displaystyle x'}, тобто рівняння записане як {\displaystyle y'=f(x,y)}, то таке рівняння називають явним. Диференціальне рівняння першого порядку записане у вигляді
{\displaystyle M(x,y)dx+N(x,y)dy=0,}
де {\displaystyle M(x,y),N(x,y)} задані неперервні функції двох змінних, які одночасно не тотожні нулю, називається диференціальним рівнянням записаним у симетричні формі.
Найпоширенішими типами диференціальних рівнянь першого порядку, які інтегруються у квадратурах є наступні:

### Рівняння з відокремлюваними змінними
Рівняння у симетричній формі або явне диференціальне рівняння першого порядку називається рівнянням з відокремлюваними змінними, якщо воно може бути представлене у вигляді:
{\displaystyle M_{1}(x)N_{1}(y)dx+M_{2}(x)N_{2}(y)dy=0\quad {\text{або}}\quad y'=f(x)g(y)}
відповідно. Такі рівняння завжди можна розв'язати у квадратурах.

### Однорідні рівняння
Поняття однорідного диференціального рівняння першого порядку пов'язане з однорідними функціями. Рівняння у симетричній формі у випадку, коли функції {\displaystyle M(x,y),N(x,y)} є однорідними функціями одного порядку, та явне рівняння у випадку, коли {\displaystyle f(x,y)} є однорідною функцією нульового порядку називаються однорідними диференціальними рівняннями. 
Такі рівняння заміною змінних {\displaystyle y(x)=x\cdot u(x)} зводяться до рівняння з відокремлюваними змінними відносно невідомої функції {\displaystyle u(x)}

### Лінійні рівняння першого порядку
Диференціальне рівняння першого порядку у випадку коли {\displaystyle F(x,y,y')} є лінійною функцією за сукупністю змінних {\displaystyle y,y'}  називається лінійним однорідним рівнянням і може бути записане у вигляді
{\displaystyle y'+p(x)y=0.}
Поряд з лінійним однорідним рівнянням розглядається також лінійне неоднорідне рівняння, яке має вигляд
{\displaystyle y'+p(x)y=f(x)}
Загальний розв'язок лінійного неоднорідного рівняння записується формулою
{\displaystyle y(x)=Ce^{-\int p(x)dx}+e^{-\int p(x)dx}\int f(x)e^{\int p(x)dx}dx,}
з якої, поклавши {\displaystyle f(x)=0}, отримуємо у загальний розв'язок лінійного однорідного рівняння.

### Диференціальне рівняння Бернуллі
Явне диференціальне рівняння, записане у вигляді
{\displaystyle y'+p(x)y=f(x)y^{n},\quad n\neq 0,1,}
називається рівнянням Бернуллі. Заміною змінних {\displaystyle u=y^{1-n}} рівняння Бернуллі зводиться до лінійного рівняння відносно {\displaystyle u=u(x)}.

## Пониження порядку диференціальних рівнянь
Часто диференціальне рівняння високого порядку може бути розв'язане шляхом пониження порядку рівняння, зокрема і до рівняння першого порядку.

### Зведення рівняння вищого порядку до системи рівнянь першого порядку
Вводячи змінні {\displaystyle y_{1}=y'}, {\displaystyle y_{2}=y''}, {\displaystyle y^{(n-1)}=y_{n-1}},
звичайне диференціальне рівняння можна записати у вигляді системи звичайних диференціальних рівнянь першого порядку
{\displaystyle \left\{{\begin{matrix}F\left(x,y,y_{1},y_{2},\ldots ,y_{n-1},y_{n-1}^{\prime }\right)=0,\\y^{\prime }=y_{1},\\y_{1}^{\prime }=y_{2},\\\ldots \\y_{n-2}^{\prime }=y_{n-1}.\end{matrix}}\right.}

## Методи розв'язання

### Чисельні
- Метод Ейлера
- Метод Рунге-Кутти
- Метод Адамса